# NGC 3903
NGC 3903 is een balkspiraalstelsel in het sterrenbeeld Centaur. Het hemelobject werd op 21 april 1835 ontdekt door de Britse astronoom John Herschel.

## Synoniemen
- ESO 378-24
- MCG -6-26-8
- AM 1146-371
- IRAS 11465-3714
- PGC 36906